# Валітов Рафкат Амірханович
Валітов Рафкат Амірханович (нар. 3 лютого 1912, Челябінськ — 12 травня 1993, Росія) — фахівець у галузі радіотехніки, доктор фізико-математичних наук (1955), професор (1958),Заслужений діяч науки і техніки УРСР (1965), учасник Другої світової війни.

## Біографія
Закінчив Ленінградський електротехнічний інститут в 1936 році. 
Викладав у Московському енергетичному інституті (1938–1941 рр.), очолював відділ НДІ ВПС (1943–1954). 
У 1954–69 — начальник кафедри радіопередавальних і радіоприймальних пристроїв Харківського вищого авіаційного інженерно-військового училища. Також за сумісництвом в 1958–1969 роках — професор Харківського університету. 
В 1969–1975 р.;— директор ВНДІ фізико-технічних і радіотехнічних вимірювань (Москва); 
А в 1975–1979 р.;— завідувач лабораторії Інституту радіотехніки та електроніки АН СРСР.

## Наукові інтереси
Дослідження в галузі радіовимірювальної техніки та напівпровідникової електроніки (2003).

## Праці
- Радиоизмерения на сверхвысоких частотах. Москва, 1951; 1958 (співавт.);
- Измерения параметров полупроводниковых триодов. Х., 1960 (співавт.);
- Методы измерения основных характеристик флуктуационных сигналов. Х., 1961;
- Радиотехнические измерения. Москва, 1970 (співавт.).